# Homosexualität in Nicaragua

Geografische Lage von Nicaragua

Homosexualität war in Nicaragua in der Vergangenheit tabuisiert, wird aber zunehmend gesellschaftlich anerkannt.

## Legalität
Seit 2008 sind homosexuelle Handlungen in Nicaragua legal. Das Schutzalter liegt einheitlich bei 18 Jahren. Antidiskriminierungsgesetze zum Schutz der sexuellen Orientierung bestehen nicht.

## Anerkennung gleichgeschlechtlicher Paare
Es gibt weder eine Anerkennung von gleichgeschlechtlichen Ehen noch sind eingetragene Partnerschaften erlaubt.

## Gesellschaftliche Situation
Eine LGBT-Gemeinschaft findet sich nur in kleinem Umfang in der Hauptstadt Managua. Die Organisation La Iniciativa desde la Diversidad Sexual por los Derechos Humanos (IDSDH) setzt sich für die Rechte homosexueller Menschen in Nicaragua ein.